# 曾憲禕
曾憲禕（1922年2月21日—？），字偉生、号曲窗，山東嘉祥人。曾子七十四代孫，中華民國第二任宗聖奉祀官，曾在臺灣輔仁大學任教。

## 生平

### 襲奉祀官

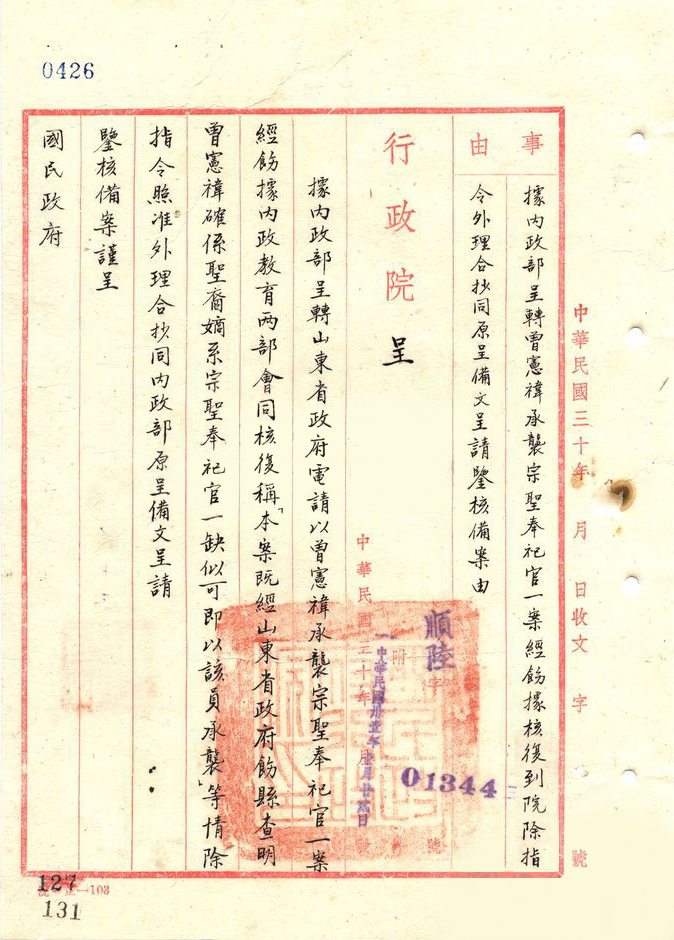
曾憲禕承襲奉祀官行政院公文

曾憲禕字偉生、号曲窗，畢業於山東省立第七中學。民國二十四年（1935年），國民政府在南京任命大成至聖先師奉祀官孔德成、亞聖奉祀官孟慶棠、復聖奉祀官顏世鏞以及宗聖奉祀官曾繁山。中国抗日战争期間，曾繁山在民國二十九年（1940年）病逝於山東嘉祥城北寺前鋪別墅，得年二十七歲，沒有後嗣；他的叔叔曾慶瀼通報給當時已奉令撤退到重慶的孔德成，以向重慶國民政府呈報備案。國民政府調查繼任人選時，曾氏族長曾紀琦（曾繼琦）攻訐「偽奉祀官曾慶瀼勾結敵偽盜賣祭田」，宣稱曾氏嫡系近支沒有「繁」字輩者、其餘皆目不識丁並不適任，推薦時年二十歲的曾憲禕承襲。內政部與教育部據此回報「曾憲禕確係聖裔嫡系」，行政院因而在民國三十一年（1942年）一月任命曾憲禕為宗聖奉祀官。
抗戰結束後，由於曾憲禕出自旁系且昭穆不合（曾憲禕比曾繁山大兩個輩份），曾繁山之母苑氏與曾氏族人在民國三十五年（1946年）向行政院陳情，指控他「圖謀逆襲」應撤銷任命；同時主張曾繁山的弟弟曾繁林在抗戰期間，經孔令煜（孔德成族叔、孔府代理奉祀官）首肯代理奉祀職務，應當根據兄终弟及承襲奉祀官，然而抗戰當時無法及時呈報辦理。而山東省政府在翌年（1947年）回覆，稱曾繁林「附逆」（指国共内战期間逃亡濟南）不許承襲，以曾憲禕「忠黨報國」、在抗戰期間有功績力辯。民國三十七年（1948年），曾繁山的遺孀白氏向國民政府呈報「曾繁山立子承嗣」備案，並收養夫家姪兒曾祥符；不過同年國軍在、中先後潰敗，翌年（1949年）二月一日曾憲禕自上海隨國府遷臺，宗聖奉祀官的繼承爭議不了了之。

### 在臺生涯
國民政府任命的四氏奉祀官中，顏世鏞留在中国大陆，另外三位奉祀官孔德成、孟繁驥、曾憲禕都奉令抵達臺灣。民國四十三年（1954年）第二任總統選舉，曾憲禕同孟繁驥致電祝賀蔣中正當選連任：「恭聆膺選大統，中興在望；一人有慶，兆民是賴。謹電肅敬，藉伸微誠」。曾憲禕畢業於臺灣省立師範大學史地系，與曾虛白等人籌組曾氏宗親會，計畫建立宗聖紀念館、曾氏子弟獎學金、調查及修纂曾氏族譜，並積極聯絡與派代表訪問海外宗親。其中，由於曾氏南宗修譜按傳統需要由東宗宗子查核，因此原由曾国藩曾孫女曾寶蓀、曾孫曾約農帶至臺灣收藏的光绪年間宗譜《大界曾氏四修族譜》上，有加蓋鈐記「宗聖奉祀官」、「曾憲禕印」，在民國五十四年（1965年）以影印本列入《湘鄉曾氏文獻》流傳。同年十二月二十六日，總主教于斌召開「中華天主教文化協進會」第十屆理監事第四次聯席會議，曾憲禕作為「同道入會」出席會議。輔仁大學在臺灣復校後，曾憲禕擔任物理系國文教授，講授國文與中國通史，主要著作有《曾氏姓原及鄫國事蹟考》、《曾子世家考實》、《中國通史》等等。

奉祀官與美國教授顏幼洲

中華文化復興運動期間，輔仁大學仿照曾憲禕故里嘉祥的东汉古蹟武梁祠，聘請建築師在校門口兩側製作一對石刻「孔子見老子畫像」、「孔子周遊列國」，以勉勵學生向學。行政院在民國五十七年（1968年）頒布「大成至聖先師孔子誕辰紀念辦法」，規定各級政府每年孔子誕辰日舉行釋奠禮，稱為「秋祭」，後來又讓民間團體舉辦「春祭」。透過臺北市政府民政局指導，臺北孔子廟的春祭由臺北延平扶輪社、獅子會等團體開始籌辦；孔德成、孟繁驥與曾憲禕三位奉祀官也參與其中，當時曾擔任正獻官等祭孔人員還包括劉真、陳立夫、蔣復璁、辜振甫等二十多位地方人士。民國六十七年（1978年）族姑母、湖南國大代表曾寶蓀病逝於臺北榮民總醫院，曾憲禕作為宗聖奉祀官送去輓額。
民國七十一年（1982年），索忍尼辛在臺北發表演說，隨後包括曾憲禕在內的一百八十六位教授聯名發表国是意見；主要內容包括三民主義統一中國、反台獨，並抨擊美麗島事件等黨外運動是中国共产党的統戰手段。第四次增額立法委員選舉過後，中華民國雜誌作者編者聯誼會在臺北市婦女之家舉行，是一場主題擁護國民黨一黨領導的「愛國座談」，與會人士有曾憲禕等三十九人。昭和六十一年（1986年），日本舊會津藩藩校日新館大成殿整修完成，邀請時任考試院院長孔德成及其子孔维宁參訪，曾憲禕夫婦等人也受邀前往；同年除了中華人民共和國駐日本大使章曙之外，主辦單位也邀請了全國政協委員孔令朋。平成元年（1989年），福岛县磐城短期大学的大成殿落成，孔德成與曾憲禕受邀前往舉行釋奠禮。民國八十一年（1992年），考試院為公務人員高等暨普通考試增聘曾憲禕等閱卷委員四百多人。第七屆世界顏氏宗親聯誼大會於2001年在曲阜市舉行，當時在位的奉祀官孔德成、孟祥協、曾憲禕致贈題詞，由臺灣的顏氏宗親六十人組成的代表團帶去。
到了晚年，曾憲禕因健康因素無法參與臺北孔廟釋奠禮，讓兒子曾慶澂、曾慶泓代為擔任分獻官。奉祀官原本依特任、簡任編制月薪十餘萬新臺幣，內政部民政司在2007年宣布將檢討是否繼續世襲或支薪。孔德成在2008年過世後，由孫子孔垂長繼任大成至聖先師奉祀官，改為榮譽性質的無給職。內政部在2009年改革奉祀官制度，在世者依然維持支薪，到下一代承襲時也改為無給職；即使未來除了大成至聖先師奉祀官以外的「從祀奉祀官」皆取消，「四配」後裔仍可參與在孔廟崇聖祠舉行的孔氏家祭。因此亞聖奉祀官孟祥協在2014年過世後，曾憲禕成為最後一位有給職奉祀官。之後，宗聖奉祀官由曾慶泓出任，與大成至聖先師奉祀官同為中華民國現存的兩位世襲奉祀官，另有曾繁皓擔任釋奠禮的陪祭官。

## 家庭
高祖曾傳錄，清朝乾隆年間的世襲翰林院五经博士曾毓壿第五子，為側室夏氏所生；曾祖曾紀琦、祖父曾廣薰、父曾昭敏。